# Gaslight (pel·lícula de 1940)
Gaslight (estrenada als Estats Units com a Angel Street) és una pel·lícula de thriller psicològic britànica del 1940 dirigida per Thorold Dickinson que protagonitza Anton Walbrook i Diana Wynyard, i compta amb Frank Pettingell. La pel·lícula s'adhereix més a l'obra original en la qual es basa Gas Light (1938) de Patrick Hamilton, que no pas al remake de MGM de 1944 dirigit per George Cukor.L'obra s'havia representat al Broadway com a Angel Street, així que quan el remake de MGM es va llançar als Estats Units, va rebre el mateix títol que la producció americana.

## Argument
A Pimlico, Londres, Alice Barlow (Marie Wright) és assassinada per un home desconegut, que després saqueja la seva casa i destrossa els seus mobles com si busqués desesperadament alguna cosa. La casa roman buida durant molts anys, fins que s'hi muden els nous casats Paul i Bella Mallen. La Bella (Diana Wynyard) aviat perd objectes petits; i, en poc temps, Paul (Anton Walbrook) la fa creure que està perdent el seny. B. G. Rough (Frank Pettingell), un antic detectiu implicat en la investigació original de l'assassinat, comença a sospitar d'ell de l'assassinat d'Alice Barlow.
Paul encén els llums de gas per cercar els pisos superiors tancats, cosa que fa que la resta de llums de la casa s'apavaiguin lleugerament. Quan la Bella comenta sobre l'atenuació de les llums, ell li diu que s'està imaginant coses. La Bella està convençuda que està escoltant sorolls, sense saber que en Paul entra als pisos superiors des de la casa del costat. La sinistra interpretació del canvi en els nivells de llum forma part d'un patró més gran de decepció al qual està sotmesa la Bella, inclòs retreure-la per haver perdut un fermall que li va donar que realment va agafar i va amagar dins del seu escriptori enrotllable tancat.
En Rough s'assabenta del pla d'en Paul per fer que la Bella es certifici boja i institucionalitzada perquè pugui continuar amb la Nancy, la seva criada promiscua, i crida al cosí preocupat de la Bella, Vincent Ullswater, perquè l'ajudi per treure-la de les mans de Paul. Després que Paul abusi verbalment de Bella abans de marxar per assistir a un espectacle de music hall amb Nancy, Rough arriba a la casa i li revela a Bella que Paul és realment el buscat Louis Bauer, que ha tornat a la casa per buscar els rubis que no va poder trobar després d'assassinar la seva tia, Alice Barlow. A més, a causa del matrimoni bigàmic de Bauer amb una altra dona a Austràlia, el seu matrimoni amb Bella no és vàlid. Les forces brutals obren l'escriptori d'en Paul a la recerca de proves que Paul és Bauer, interromput quan la Bella veu parpellejar la llum de gas poc abans que Bauer torni a casa. Rough l'enfronta amb els seus coneixements i en Bauer obre burleta el calaix de l'escriptori que confia que no conté proves. A dins hi ha el fermall que falta a la Bella, i ella revela que el fermall té un compartiment secret en el qual s'havien amagat els robins. Quan s'obre el fermall, es poden veure les inicials d'Alice Barlow a l'interior. La Bella també li diu a en Rough que va amagar els robins dins d'un gerro a la xemeneia. Bauer, arraconat, els ataca a tots dos amb una cadira, però en Rough el deixa inconscient. Bauer intenta coaccionar Bella perquè l'alliberi de les seves restriccions, però ella el denuncia a punta de ganivet abans que la policia se l'emporti.

## Repartiment
- Anton Walbrook com a Paul Mallen/Louis Bauer
- Diana Wynyard com a Bella Mallen
- Frank Pettingell com a B. G. Rough
- Cathleen Cordell com a Nancy, la minyona del saló
- Robert Newton com a Vincent Ullswater
- Jimmy Hanley com a Cobb
- Minnie Rayner com a Elizabeth, la cuinera
- Marie Wright com Alice Barlow
- Aubrey Dexter com a agent de la casa
- Mary Hinton com Lady Winterbourne
- Angus Morrison com a pianista
- Jack Barty com a president del Music Hall
- El Ballet Darmora
- Katie Johnson com la minyona d'Alice Barlow (sense acreditar)

## Recepció
Rotten Tomatoes va obtenir una puntuació del 100%, basat en sis ressenyes professionals.
Leonard Maltin va donar a la pel·lícula tres estrelles i mitja (d'un total de 4): "Atmosfera electrificant, actuacions delicioses i una sensació de bogeria transmesa de manera sucinta i el mal que s'amaga sota la superfície del normal".
El crític de Time Out va escriure, "No hi ha res tan fastuós com la versió posterior de MGM... Però a la seva manera a petita escala una pel·lícula superior amb diferència. Una amenaça a l'aguait penja a l'aire com una boira, l'atmosfera és elèctrica i Wynyard pateix exquisidament mentre lluita per mantenir a ratlla la demència."
Encoratjat per l'èxit de l'obra i la pel·lícula, MGM va comprar els drets del remake, però amb una clàusula que insistia que el negatiu original i totes les impressions existents de la versió de Dickinson es destruissin, de manera que no competís amb el seu remake de 1944, protagonitzat per Charles Boyer, Ingrid Bergman i Joseph Cotten. "Afortunadament van fallar, i ara la pel·lícula britànica ha estat restaurada pel BFI i publicada al Regne Unit en Blu-ray en una impressió impecable." Des del 2017 la pel·lícula es pot veure a la plataforma YouTube.

## Nominalització del títol de l'obra
En el llenguatge popular en anglès s'ha nominalitzat el títol de la pel·lícula i s'utilitza com a verb ("to gaslight"). Gaslighting, en aquest context, es refereix a manipular una persona o un grup de persones, d'una manera similar a com es manipulava el protagonista de l'obra.

### Citacions
1. ↑  League, The Broadway. «Angel Street – Broadway Show». IMDb.com. [Consulta: 28 gener 2018].
2. ↑  «Gaslight». RottenTomatoes.com. [Consulta: 28 gener 2018].
3. ↑  «Gaslight (1940) – Overview».   Turner Classic Movies. [Consulta: 28 gener 2018].
4. ↑  «Gaslight». Time Out. [Consulta: 30 juliol 2016].
5. ↑  Brown, Geoff. «Dickinson, Thorold (1903–1984)».   BFI Screenonline. [Consulta: 22 abril 2014].
6. ↑  Fristoe, Roger. «Gaslight (1940)».  Turner Classic Movies. Arxivat de l'original el 2013-02-01.
7. ↑  Horne, Philip «Thorold Dickinson's 1949 film The Queen of Spades has been called 'a masterpiece' by Martin Scorsese – so why is his work not better known?». The Guardian [London], 04-10-2008.
8. ↑  «Gaslight (1940 and 1944)».   Wordpress.com, 17-04-2015. [Consulta: 28 gener 2018].
9. ↑  «Gaslight (1940)».   YouTube, 01-09-2017. [Consulta: 8 març 2021].
10. ↑  DiGiulio, Sarah. «happening to you?».  NBC News. [Consulta: 13 juliol 2018].